# Ludwik Śledziński
Ludwik Śledziński, ps. Mikołaj (ur. 26 grudnia 1875 w Zduńskiej Woli, zm. w kwietniu 1944) – polski polityk, członek Polskiej Partii Socjalistycznej i Organizacji Bojowej PPS, poseł na Sejm I kadencji z ramienia PPS.

## Życiorys
Do PPS należał od 1898 roku. Zatrzymany w Łodzi za działalność konspiracyjną 1 kwietnia 1901 roku. Po trzech latach więzienia został skazany na czteroletnie zesłanie do Guberni archangielskiej. Zbiegł z zesłania w 1904 roku. Po powrocie do kraju należał od okręgu siedleckiego PPS, następnie (od maja 1905 roku) był członkiem lubelskiego Okręgowego Komitetu Robotniczego, a od grudnia 1905 roku płockiego Okręgowego Komitetu Robotniczego. We wszystkich okręgach był odpowiedzialny za pracę partyjną na wsi, w szczególności wśród robotników zatrudnionych w cukrowaniach. Pod pseudonimem "Mikołaj" był członkiem Organizacji Techniczno-Bojowej PPS. Dowodził akcją ekspropriacyjną w Wysokiem Mazowieckim - grupa bojowców dokonała napadu na kasę powiatową i zdobyła około 480 tys. rubli z przeznaczeniem na działalność partyjną, zakup broni i amunicji. 
Ponownie schwytany w Łowiczu. Skazany przez sąd wojenny na 10 lat katorgi w Tobolsku i Aleksandrowsku. Uwolniony w wyniku rewolucji lutowej 1917, w Irkucku, gdzie przebywał w miejscu osiedlenia. Po rewolucji był członkiem polskiej rady gminnej w Irkucku i delegatem do miast we wschodniej Syberii. Działał w Zjednoczeniu Polskich Socjalistów i reprezentował je w irkuckiej Radzie Delegatów Robotniczych.
W wyborach parlamentarnych w 1922 wybrany do Sejmu z Okręgu nr 11 Łowicz. Był działaczem Ligi Obrony Praw Człowieka i Obywatela, Stowarzyszenia b. Więźniów Politycznych oraz Stowarzyszenia Wolnomyślicieli Polskich. 
W trakcie okupacji niemieckiej działał w PPS-WRN. Aresztowany i rozstrzelany w kwietniu 1944. Odznaczony Krzyżem Niepodległości z Mieczami.